# ۲۶ (عدد)
۲۶ به حروف بیست و شش یک عدد طبیعی است که بعد از ۲۵ و قبل از ۲۷ قرار دارد.